# Taça Brasil de Futsal de 2022
A Taça Brasil de Futsal de 2022 foi a quadragésima nona edição desta competição de futsal organizada pela Confederação Brasileira de Futsal (CBFS).
A competição foi composta de três fases e disputada por 10 equipes entre os dias entre os dias 29 de agosto e 4 de setembro. Na primeira fase, os participantes foram divididos em dois grupos, pelos quais os integrantes enfrentaram os adversários da própria chave. Nas fases eliminatórias, as quatro equipes restantes foram reduzidas à metade até a final.
O Joinville conquistou o título da edição após vencer a decisão contra o Magnus. Estes também se classificaram para a Supercopa do Brasil de 2023.

## Formato e participantes
Em sua quadragésima nona edição, a taça nacional foi disputada em três fases, sendo uma em formato de pontos corridos e duas eliminatórias. Nas primeira fase, os participantes foram divididos em dois grupos, pelos quais os integrantes enfrentaram os adversários da própria chave em turno único.
As duas fases seguintes foram compostas por jogos eliminatórios, definidos de acordo com a classificação da fase anterior. Assim, as quatro equipes restantes foram reduzidas à metade até a final. Em caso de igualdades, a vaga seria decidida nós pênaltis.
O Campo Mourão substituiu o Cascavel no certame, a decisão de abrir mão da vaga ocorreu depois da indefinição em relação às datas da disputa da competição. Os dez participantes desta edição foram:
| Estado             | Participante  | Títulos                                       |
| ------------------ | ------------- | --------------------------------------------- |
| Ceará              | Ceará         | —                                             |
| Mato Grosso do Sul | SERC          | —                                             |
| Minas Gerais       | Praia Clube   | —                                             |
| Pará               | Rocha         | —                                             |
| Paraná             | Campo Mourão  | —                                             |
| Rio de Janeiro     | Vasco da Gama | 2 (1983 e 2000)                               |
| Rio Grande do Sul  | ABF           | —                                             |
| Santa Catarina     | Jaraguá       | 7 (2003, 2004, 2005, 2006, 2007, 2008 e 2015) |
| Santa Catarina     | Joinville     | 2 (2011 e 2017)                               |
| São Paulo          | Magnus        | 1 (2021)                                      |

## Resultados
Os resultados das partidas da competição estão apresentados nos chaveamentos abaixo. A primeira fase foi disputada por pontos corridos, com os seguintes critérios de desempates sendo adotados em caso de igualdades: número de vitórias, gol average, número de cartões vermelhos recebidos, número cartões amarelos recebidos e sorteio. Por outro lado, as fases eliminatórias consistiram em partidas únicas, as equipes vencedoras dos confrontos estão em negrito. A final foi disputada por Joinville e Magnus vencida pela primeira equipe, que se tornou campeã da edição.

### Fases finais
|  | Semifinais                 | Semifinais |   |  | Final                      | Final |  |
|  |                            |            |   |  |                            |       |  |
|  | Cau Hansen – 3 de setembro |            |   |  |                            |       |  |
|  | Joinville                  | 4          |   |  |                            |       |  |
|  | Ceará                      | 2          |   |  |                            |       |  |
|  |                            |            |   |  |                            |       |  |
|  |                            |            |   |  | Cau Hansen – 4 de setembro |       |  |
|  |                            |            |   |  | Joinville                  | 4     |  |
|  |                            | Magnus     | 2 |  |                            |       |  |
|  |                            |            |   |  |                            |       |  |
|  |                            |            |   |  |                            |       |  |
|  |                            |            |   |  |                            |       |  |
|  | Cau Hansen – 3 de setembro |            |   |  |                            |       |  |
|  | Jaraguá                    | 1          |   |  |                            |       |  |
|  | Magnus                     | 5          |   |  |                            |       |  |